# Olteni
Olteni is een Roemeense gemeente in het district Teleorman.
Olteni telt 3339 inwoners.